# WebVTT
Web Video Text Tracks (WebVTT) est le format de sous-titres utilisé par la balise <track> de HTML5 (qui complète la balise <video> de HTML5).
Il a été développé sous l'égide du WHATWG et est candidat à une recommandation du W3C.

## Présentation
Il consiste en un fichier texte au format UTF-8 doté de l'extension .vtt. 
Il débute avec "WEBVTT" en guise de header suivi des sous-titres présentés de la sorte :
```
numéro du sous-titre

Temps de début
 → 
temps de fin

Texte du sous-titre (peut être sur plusieurs lignes)

[ligne vide]
```

Le format de temps utilisé est heures:minutes:secondes.millisecondes.
Le caractère de fin de ligne est la paire CRLF. Les sous-titres sont numérotés, en commençant par 1.

Différentes balises permettent un formatage relativement poussé du texte. Par exemple, respectivement pour la mise en italique, en gras et le soulignement : 
```
<i>text</i>, <b>text</b> et <u>text</u>
```

## Exemple de fichier WebVTT
```
WEBVTT

1
00:00:20.000 --> 00:00:24.400
En réponse à l'augmentation <i>dramatique</i>
de la criminalité dans certains quartiers,

2
00:00:24.600 --> 00:00:27.800
Le gouvernement se félicite pour les prochaines élections…

```

## Différences avec le format SRT
- Un fichier WebVTT débute avec un entête (header).
- Contrairement au format de fichier SRT dont il s'inspire, le format WebVTT n'utilise pas de virgule comme séparateur entre les secondes et les millisecondes, mais un point.
- Les possibilités de formatage sont plus importantes avec le format WebVTT.

## Prise en charge du format par les navigateurs Web
Le format a vocation à être pris en charge nativement par les navigateurs Web via la balise <track> de HTML5.
Des scripts JavaScript permettent la prise en charge des fichiers WebVTT par les navigateurs supportant la balise <video>, mais pas encore la balise <track> (par exemple Captionator de Chris Giffard ou Playr de Julien Villetorte).